# Schreinen
Schreinen war ein Ort im Kreis Heiligenbeil in Ostpreußen. Seine Ortsstelle befindet sich heute im Munizipalkreis Rajon Bagrationowsk (Stadtkreis Preußisch Eylau) in der russischen Oblast Kaliningrad (Gebiet Königsberg (Preußen)).

## Geographische Lage
Die Ortsstelle Schreinens liegt im Südwesten der Oblast Kaliningrad, neun Kilometer nordöstlich der früheren Kreisstadt Heiligenbeil (russisch Mamonowo) bzw. 39 Kilometer nordwestlich der heutigen Rajonshauptstadt Bagrationowsk (deutsch Preußisch Eylau).

## Geschichte
Der anfangs Surimis genannte kleine Gutsort mit großem Park und Insthäusern wurde 1229 erstmals urkundlich erwähnt und nach 1249 Skirin, nach 1339 Skyrynen. um 1406 Schyrynen, um 1407 Schyrinen sowie vor 1785 Schreinen genannt. 1874 kam Schreinen zum neu errichteten Amtsbezirk Quilitten (russisch Schukowka) im ostpreußischen Kreis Heiligenbeil. 97 Einwohner zählte der Gutsbezirk Schreinen im Jahre 1910.
Am 30. September 1928 verlor Schreinen seine Eigenständigkeit, als es sich mit der Landgemeinde Quilitten und dem Gutsbezirk Paplaucken (russisch Timirjasewo) zur neuen Landgemeinde zusammenschloss.
1945 wurde Schreinen mit dem gesamten nördlichen Ostpreußen in Kriegsfolge an die Sowjetunion abgetreten. Die weitere Entwicklung lässt sich hernach nicht verfolgen, es fehlt eine russische Namensgebung und auch die Zuordnung zu einem Dorfsowjet. Schreinen gilt heute als untergegangen. Die Ortsstelle liegt im Rajon Bagrationowsk (Stadtkreis Preußisch Eylau) in der Oblast Kaliningrad (Gebiet Königsberg (Preußen)) der Russischen Föderation.

## Religion
Schreinen gehört bis 1945 zum Kirchspiel der evangelischen Kirche Bladiau (russisch Pjatidoroschnoje) in der Kirchenprovinz Ostpreußen der Kirche der Altpreußischen Union.

## Verkehr
Die nur noch schwerlich zu erkennende Ortsstelle Schreinens ist über einen Landweg zu erreichen, der bei Schukowka (Quilitten) von der Regionalstraße 27A-020 (frühere russische Fernstraße A 194, ehemalige deutsche Reichsstraße 1 und auch Europastraße 28) abzweigt und in südöstliche Richtung führt.